# Sergi González
Sergio González Testón, detto Sergi (Los Molinos, 26 maggio 1995), è un calciatore spagnolo, difensore del Bergantiños.

## Carriera
Dopo aver trascorso una stagione giocando da titolare nella prima divisione armena, il 9 agosto 2019 viene acquistato a titolo definitivo dalla squadra spagnola dell'Alavés; viene poi ceduto in prestito all'Istria 1961, club della prima divisione croata, dove rimane sia nella stagione 2019-2020 che nella stagione 2020-2021.

## Statistiche

### Presenze e reti nei club
Statistiche aggiornate al 3 aprile 2021.
| Stagione           | Squadra            | Campionato         | Campionato | Campionato | Coppe nazionali | Coppe nazionali | Coppe nazionali | Coppe continentali | Coppe continentali | Coppe continentali | Altre coppe | Altre coppe | Altre coppe | Totale | Totale |
| Stagione           | Squadra            | Comp               | Pres       | Reti       | Comp            | Pres            | Reti            | Comp               | Pres               | Reti               | Comp        | Pres        | Reti        | Pres   | Reti   |
| ------------------ | ------------------ | ------------------ | ---------- | ---------- | --------------- | --------------- | --------------- | ------------------ | ------------------ | ------------------ | ----------- | ----------- | ----------- | ------ | ------ |
| 2018-2019          | Ararat-Armenia     | BC                 | 23         | 0          | CA              | 4               | 0               |                    | -                  | -                  |             | -           | -           | 28     | 0      |
| 2019-2020          | Istria 1961        | 1.HNL              | 9          | 0          | CC              | 1               | 0               |                    | -                  | -                  |             | -           | -           | 10     | 0      |
| 2020-2021          | Istria 1961        | 1.HNL              | 17         | 0          | CC              | 0               | 0               |                    | -                  | -                  |             | -           | -           | 17     | 0      |
| Totale Istria 1961 | Totale Istria 1961 | Totale Istria 1961 | 26         | 0          |                 | 1               | 0               |                    | -                  | -                  |             | -           | -           | 27     | 0      |
| Totale carriera    | Totale carriera    | Totale carriera    | 49         | 0          |                 | 5               | 0               |                    | -                  | -                  |             | -           | -           | 54     | 0      |

## Palmarès

### Club

#### Competizioni nazionali
- Campionato armeno: 1

Ararat-Armenia: 2018-2019